# Fernand Hanus

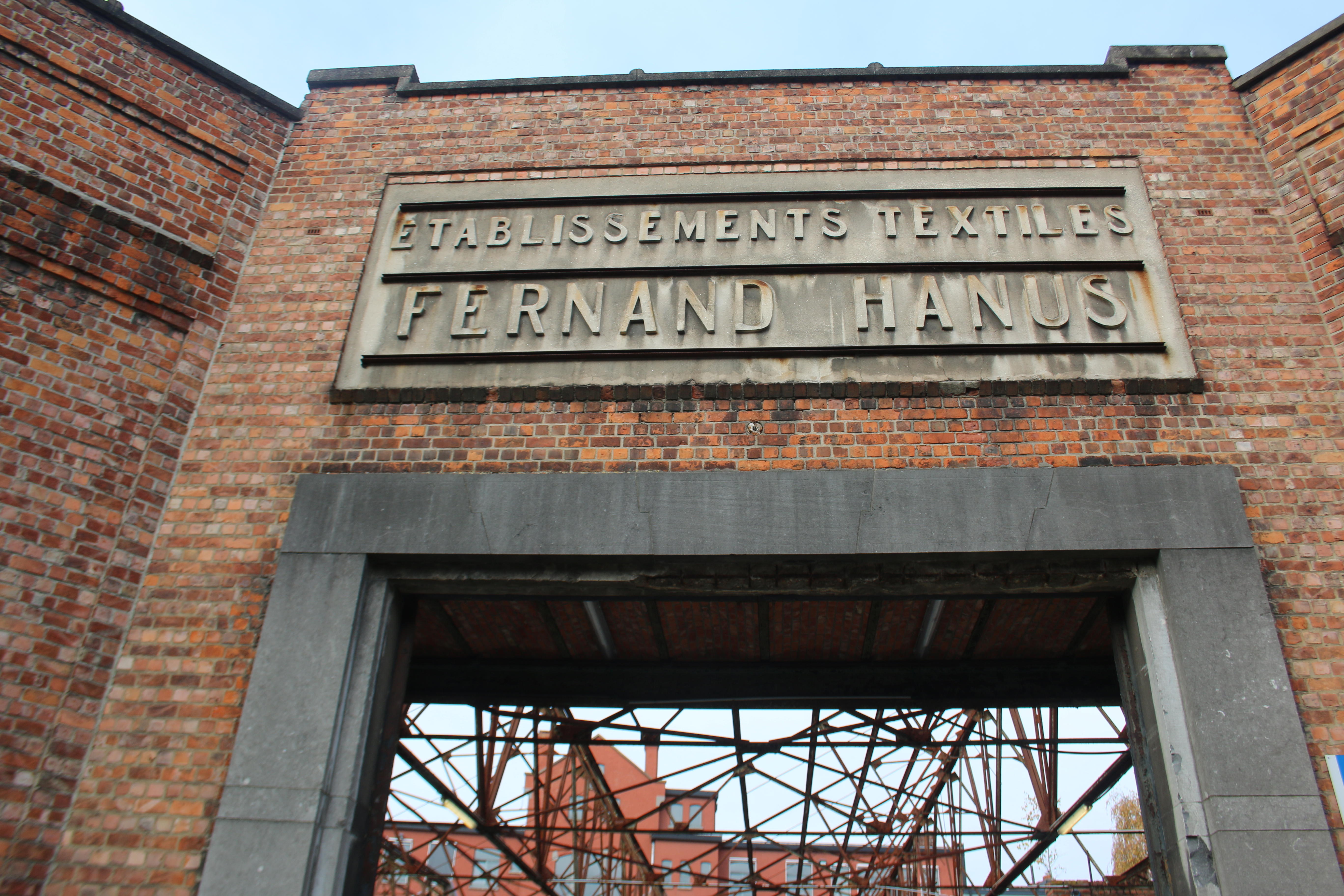
Etablissements textiles Fernand Hanus, Nonnemeersstraat Gent (achterzijde UGent Vakgroep Vertalen, Tolken en Communicatie)

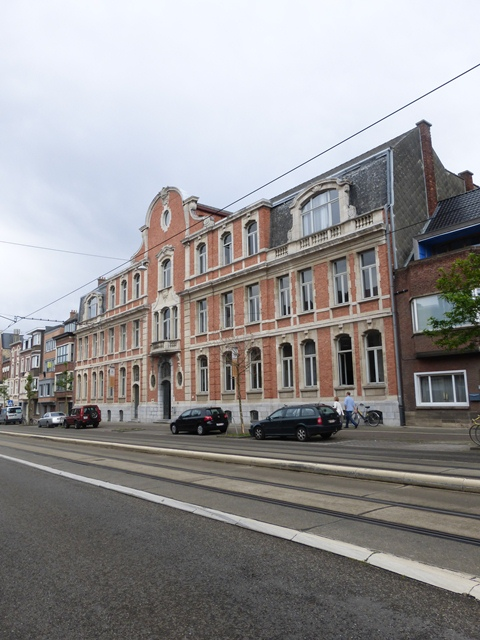
Voormalige burelen van de "Filature Hanus" te Gent

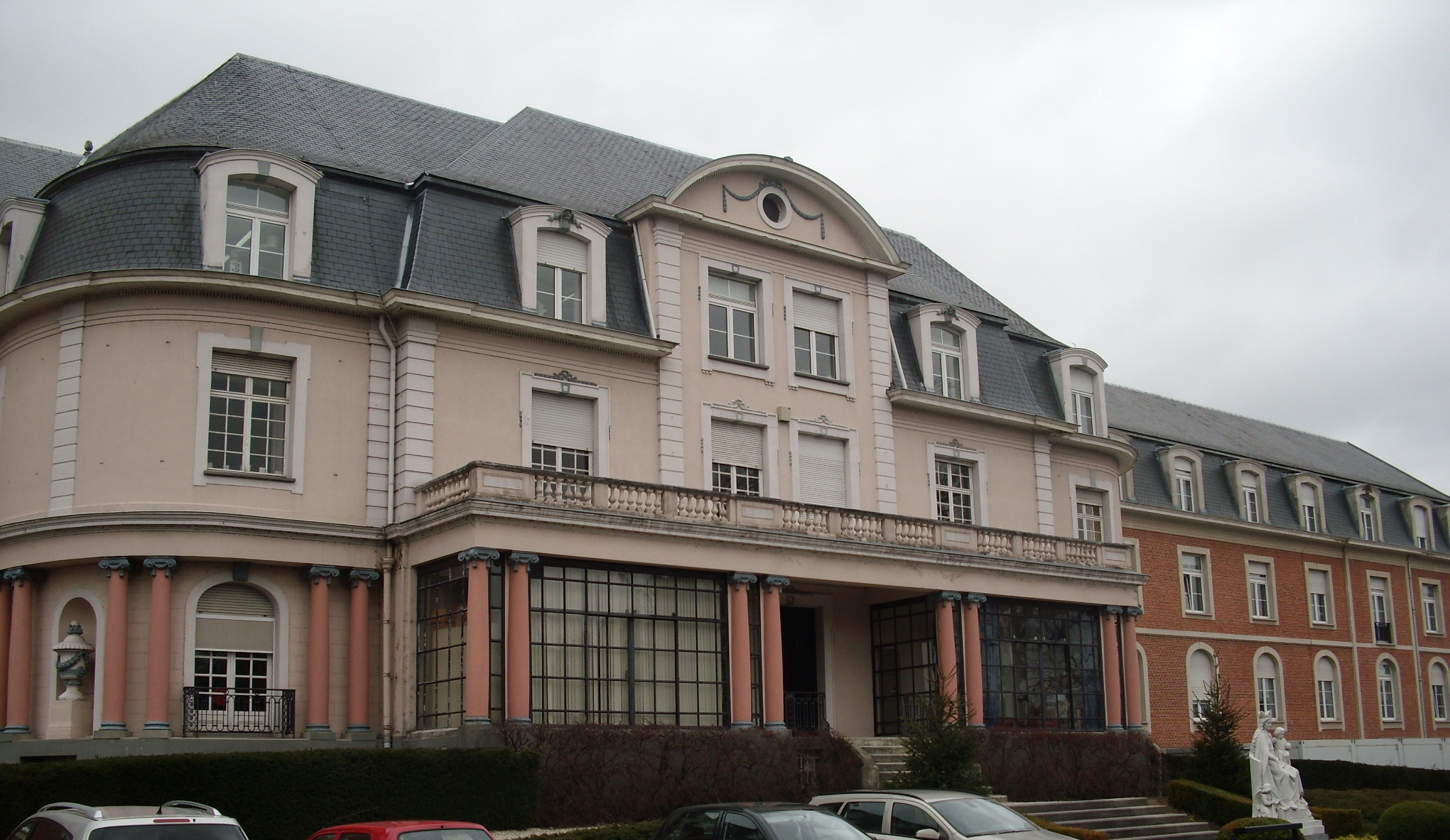
De villa Hanus aan de Kortrijksesteenweg in Gent met de rechtervleugel uit 1939

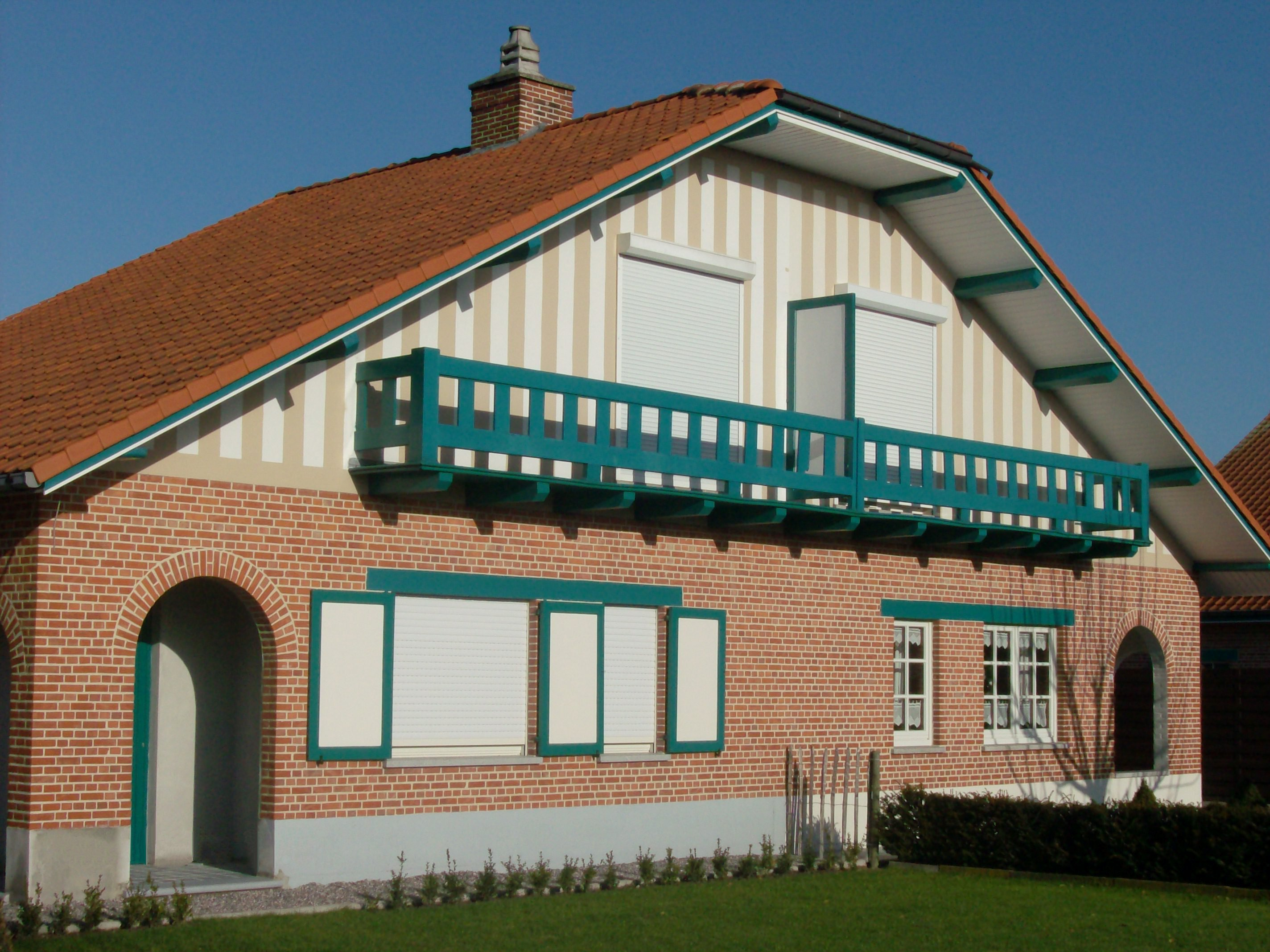
Een dubbelwoning in Oudenbos

Fernand Arthur Ernest Hanus (Gent, 16 november 1880 – aldaar, 11 januari 1924) was een Belgische industrieel, die werkzaam was in de textielsector. Hij was de eigenaar van de Etablissements Textiles Fernand Hanus, opgericht in 1899.

## Nieuw dorp
Hanus richtte in de jaren 20 een weverij op in Lokeren. Daarmee lag hij mede aan de basis van het dorp Oudenbos. Nabij de fabriek werden een neoromaanse kerk, een klooster, een school e.d. gebouwd – een dorp met alle voorzieningen van die tijd. Opvallend zijn de alleenstaande villa's, in feite dubbelwoningen onder hetzelfde dak. De arbeiderswoningen zijn opgericht in Normandische stijl, waarbij werd gestreefd naar een pittoresk-idealiserend uiterlijk. De jong overleden Hanus – de bezieler van dit nieuwe dorp – heeft de afwerking van het geheel zelf niet meegemaakt, wel kreeg de hoofdstraat de naam Fernand Hanusdreef mee. De modelwijk werd ontworpen door de Franse architect Henri Jacquelin.
De andere weverij en spinnerij stond in Laarne, waar Fernand Hanus in 1905 de in 1898 opgerichte Tissage de Laerne de Porre kocht. Naast de werkplaatsen werden een aantal arbeiderswoningen opgericht. Heden ten dage is het 7 hectare grote terrein in handen van Microfibres Europe.
Maar het had ook een keerzijde, getuige onder meer de mislukte staking van 1922 die in de beide vestigingen uitbrak. Uiteindelijk was de actie van korte duur door hardhandig optreden van de politie.

## UCO
Toen Hanus in 1924 overleed, was zijn familiebedrijf een van de belangrijkste textielondernemingen in het land, dat zowel spinnerijen en weverijen als veredelingsbedrijven omvatte. Na zijn overlijden werd het bedrijf omgevormd tot een naamloze vennootschap waarvan de maatschappelijke zetel vanaf 1929 was gevestigd op de Groot-Brittanniëlaan te Gent. Heden ten dage is de Vakgroep Vertalen, Tolken en Communicatie van de Universiteit Gent er gehuisvest. In 1967 ging het bedrijf op in de NV UCO, na fusie met de andere Gentse sectorgenoten. Eerder - in 1927 - had de familie haar naam veranderd in Hanet.
Fernand Hanus woonde vanaf 1913 aan de Kortrijksesteenweg te Gent in de riante villa Le Bois Dormant, die was getekend door architect Georges Hobé (1854-1936). Na verkoop in de jaren 30 aan de cisterciënzerzusters van Gent werd deze villa het hart van het latere ziekenhuis AZ Maria Middelares. De villa werd een verdieping verhoogd, om de volgende decennia omringd te worden door verschillende ziekenhuisvleugels.
In 2016 werd het oude gebouw van AZ Maria Middelares gesloopt, en kasteel Hanus werd gerestaureerd. Het huisvest een Michelin restaurant.